# Rhiannon

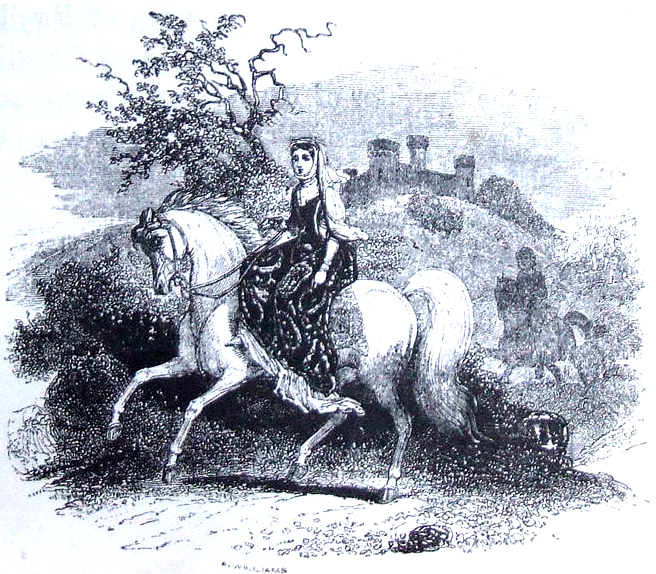
Rhiannon cabalgando en Arberth. Tomada de The Mabinogion, traducida al inglés por Lady Charlotte Guest, 1877

Rhiannon (pronunciado [ˈriænən]) es una figura importante en los Mabinogi, una colección de cuentos galeses medievales en cuatro "ramas" o capítulos. Aparece principalmente en la Primera Rama de los Mabinogi, y nuevamente en la Tercera Rama. Es una decidida mujer del Otro Mundo que elige a Pwyll, príncipe de Dyfed (Gales occidental), como su consorte, por sobre otro hombre con el que ya está comprometida. Es inteligente, políticamente estratégica, hermosa y famosa por su riqueza y generosidad. Tiene un hijo con Pwyll, el héroe Pryderi, que más tarde habría de heredar el señorío de Dyfed. Rhianon sufre una tragedia cuando su hijo recién nacido es secuestrado y es acusada de infanticidio. Tras enviudar, se casa con Manawydan de la familia real británica y tiene otras aventuras, relacionadas todas con encantamientos. 
Como otras figuras de la tradición literaria británica/galesa, Rhiannon puede estar relacionada con una deidad celta anterior. Su nombre parece derivar de la forma britónica reconstruida *Rīgantonā, un derivado de *rīgan- "reina". En la Primera Rama de los Mabinogi, Rhiannon está significativamente asociada con los caballos, como lo está su hijo Pryderi. A menudo se considera que está relacionada con la diosa ecuestre gala Epona. Rhianon y su hijo a menudo son representados como yegua y potro. Al igual que Epona, a veces aparece sentada en su caballo en una pose estoica y tranquila. Si bien tal conexión con Epona es generalmente aceptada entre los académicos sobre los Mabinogi y sobre los estudios celtas, autores como Ronald Hutton, un historiador del paganismo, son escépticos.

## Historia de Rhiannon

### Y Mabinogi:Primera rama
Rhiannon aparece por primera vez en Gorsedd Arberth, un montículo ancestral cerca de una de las cortes principales de Dyfed. Pwyll, el príncipe de Dyfed, ha aceptado el desafío de la tradición mágica del montículo de mostrar un portento o intercambiar golpes. Rhiannon aparece ante él y a su corte como el portento prometido. Es una hermosa mujer vestida con brocados de seda dorada, montada en un radiante caballo blanco. Pwyll envía a sus mejores jinetes a seguirla, pero ella siempre se mantiene por delante de ellos, aunque su caballo nunca hace más que andar a paso lento. Al tercer día, finalmente la sigue él mismo sin mejores resultados, hasta que finalmente le pide que se detenga por él. 
Rhiannon, de manera característica, le reprende por no haber pensado en esta opción antes, y luego le explica que lo ha buscado para casarse con él, en lugar de su prometido actual, Gwawl ap Clud. Pwyll acepta gustosamente, pero en el banquete de bodas en la corte del padre de ella, un hombre desconocido le pide a Pwyll que le conceda una solicitud, a lo que accede sin antes preguntar de qué se trata. El hombre resulta ser Gwawlm, quien le pide a Rhiannon.
Rhiannon reprende a Pwyll por segunda vez por tan estúpidas palabras, pero le brinda los medios y el plan para salvar la situación. Rhianon organiza una segunda fiesta de bodas para Gwawl, y despliega a los hombres de Pwyll afuera en el huerto. Le indica entonces a Pwyll que entre al pasillo vestido como mendigo y que humildemente le pida a Gwawl que llene cierta 'pequeña bolsa' de comida. Rhianon, sin embargo, ha encantado la 'pequeña bolsa' para que nunca se pueda llenar por medios normales. Convencen entonces a Gwawl de intervenir para controlar la magia de la bolsa, momento en el cual Pwyll lo atrapa dentro de ella. Los hombres de Pwyll entran corriendo y rodean la sala, luego golpean y patean a Gwawl. Para salvar su vida, Gwawl se ve obligado a renunciar a Rhiannon por completo y también a su venganza. Rhiannon se casa con Pwyll y luego viaja a Dyfed como su reina. 

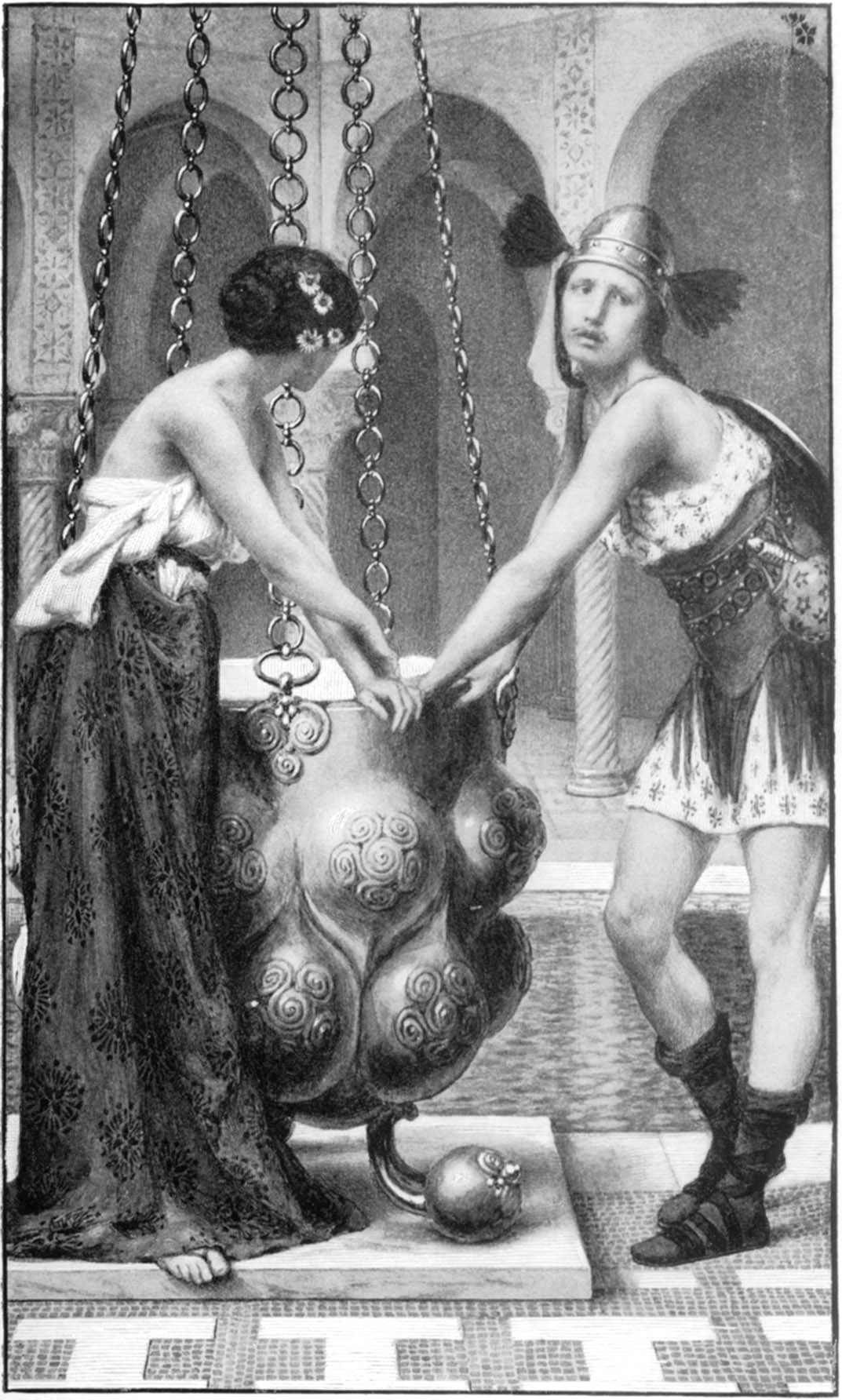
El encarcelamiento de Pryderi y Rhiannon, por Albert Herter. De Tales of the Enchanted Islands of the Atlantic de Thomas Wentworth Higginson, c. 1899

Después de dos años de felicidad, los nobles presionan a Pwyll para que tenga un heredero. Pwyll se niega a abandonar a Rhiannon por ser estéril, y en el tercer año nace su hijo. Sin embargo, la noche de su nacimiento, el bebé desaparece mientras está al cuidado de las seis adormiladas sirvientas de Rhiannon. Temerosas de ser ejecutadas, las mujeres matan a un perrito y manchan con su sangre el rostro dormido de Rhiannon. En la mañana la acusan de infanticidio y canibalismo. Rhiannon consulta con sus propios asesores y se ofrece a someterse a una penitencia. Nuevamente Pwyll es presionado para que la abandone, pero él se niega y, en vez de eso, decide un castigo. Ella deberá sentarse todos los días junto a la puerta del castillo, en la cuadra de los caballos, y contarle su historia a los viajeros. También debe ofrecerse a llevarlos sobre su espalda como una bestia de carga, aunque pocos aceptan. Sin embargo, como muestra el final de la historia, Pwyll mantiene su estatus de reina puesto que aún se sigue santando a su lado en el salón, a la hora de los banquetes. 
El recién nacido es descubierto por Teyrnon, el señor de Gwent-Is-Coed (sureste de Gales). Teyrnon es un criador de caballos, cuya hermosa yegua da a luz cada víspera de mayo, pero los potros desaparecen siempre. Entonces se lleva a la yegua a su casa y se sienta a vigilarla. Después que nace su potrillo, ve una garra monstruosa que intenta agarrar al potro recién nacido por la ventana, así es que ataca al monstruo con su espada. Cuando sale corriendo, descubre que el monstruo ha escapado y encuentra un bebé humano abandonado junto a la puerta. Teyrnon y su esposa proclaman al niño como propio y le ponen por nombre Gwri Wallt Euryn (Gwri el del cabello dorado), pues "todo el cabello de su cabeza era tan amarillo como el oro". El niño crece a una velocidad sobrehumana y muestra una gran afinidad por los caballos. Teyrnon, quien una vez sirviera a Pwyll como cortesano, reconoce el parecido del niño con su padre. Como hombre honorable, devuelve al niño a la casa real de Dyfed.
Reunido con Rhiannon, el niño recibe un nombre formal de la manera tradicional, es decir, usando las primeras palabras que le dice su madre, Pryderi, un juego de palabras que incluye los términos "entregado" y "preocupación", "cuidado" o "pérdida". A su debido tiempo, Pwyll muere y Pryderi se convierte en el gobernante de Dyfed, casándose con Cigfa de Gloucester y amalgamando los siete cantrefs de Morgannwg en su reino.

### Y Mabinogi: Tercera rama
Pryderi regresa de las desastrosas guerras irlandesas como uno de los únicos Siete Sobrevivientes. Manawydan es otro sobreviviente y su buen camarada y amigo. Cumplen con su deber de enterrar la cabeza del rey de Bretaña, muerto en Londres (Bran el bendito), para proteger a Bretaña de la invasión. Sin embargo, en el tiempo que llevan fuera, la monarquía de Bretaña ya ha sido usurpada por Caswallon, sobrino de Manawydan. 
Manawydan se niega a hacer más guerras para reclamar sus derechos. Pryderi lo recompensa generosamente dándole el uso de la tierra de Dyfed, aunque conserva la soberanía. Pryderi también arregla un matrimonio entre la viuda Rhiannon y Manawydan, quienes se encariñan con afecto y respeto. Pryderi se asegurar de rendir homenaje al usurpador Caswallon en nombre de Dyfed para evitar su hostilidad. 
Manawydan se convierte entonces en el personaje principal de la Tercera Rama, que comúnmente recibe su nombre. Junto con Rhiannon, Pryderi y Cigfa, se sientan en el montículo de Gorsedd Arberth como lo había hecho Pwyll alguna vez. Pero esta vez sobreviene un desastre: truenos y brumas mágicas descienden sobre la tierra, vaciándola de todos los animales domesticados y de todos los humanos, excepto los cuatro protagonistas. 
Tras vivir de la caza por un tiempo, los cuatro viajan a las regiones fronterizas (ahora en Inglaterra) y se ganan la vida haciendo artesanías especializadas. En tres ciudades diferentes logran crear negocios exitosos fabricando sillas de montar, escudos y luego zapatos. La competencia feroz, sin embargo, pone en riesgo sus vidas. En lugar de luchar como propone Pryderi, Manawydan opta por seguir adelante en silencio. Al regresar a Dyfed, Manawydan y Pryderi van a cazar y persiguen a un blanco jabalí mágico hasta una torre recién construida. Contraviniendo los consejos de Manawydan, Pryderi entra a recoger sus perros. Queda, sin embargo, atrapado por un hermoso cuenco dorado. Manawydan vuelve a donde está Rhiannon, quien lo reprende duramente por no intentar siquiera rescatar a su buen amigo. En su intento por rescatar a su hijo, empero, corre la misma suerte que él. En un "manto de niebla", Rhiannon, Pryderi y la torre desaparecen. 

Manawydan eventualmente se redime al lograr la restitución de Rhiannon, Pryderi y la tierra de Dyfed. Se trata de una serie cuasi-cómica de negociaciones mágicas alrededor de una ratona preñada. El mago Llwyd ap Cilcoed se ve obligado a liberar las tierras y la familia de sus encantamientos y nunca volver a atacar a Dyfed. Se revela que su motivo era tomar venganza en nombre de su amigo Gwawl, el pretendiente rechazado de Rhiannon. Todo termina felizmente con la familia reunida y Dyfed restaurado.

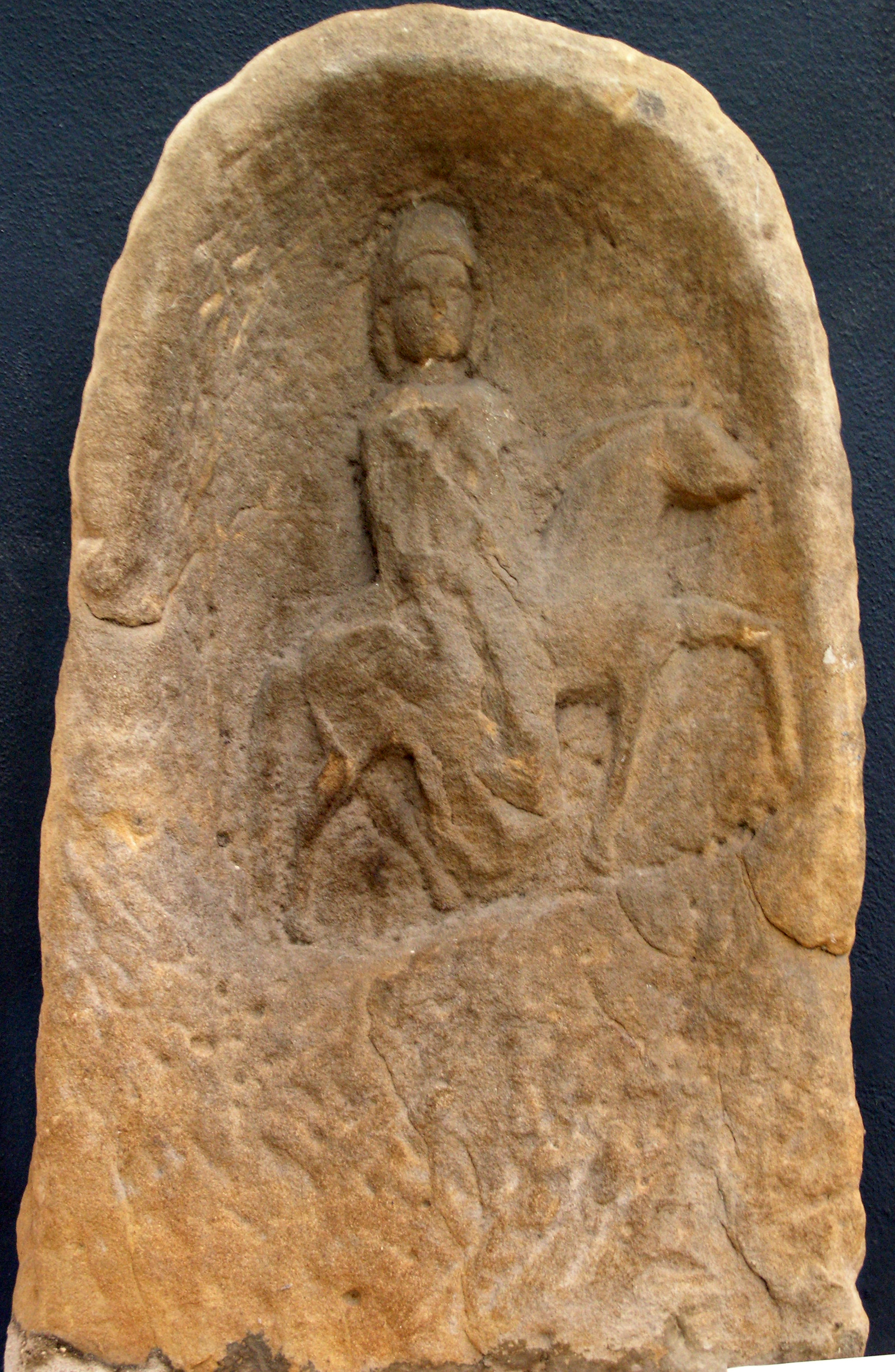
Rhiannon suele asociarse a Epona, representada en esta estela galorromana del.

## Interpretación como diosa
Según la mitología celta, Rhiannon, constituye uno de los vértices de la tríada de diosas relacionadas con la guerra (furor, batalla y equinos).[cita requerida] Tiene sus equivalentes en la mitología gala (Epona) y en la griega y romana (Artemisa y Diana respectivamente). Se la representa con cuerpo de mujer y cabeza de caballo. Su imagen se ve grabada en piezas de orfebrería de tribus celtas.
En el Mabinogion, una colección de historias en prosa procedentes de manuscritos medievales galeses, Rhiannon es hija de Hefeydd el Viejo, y se casó con Pwyll primero, y con Manawydan después.
Cuenta la mitología celta, que Rhiannon tomaba forma de una atractiva mujer para seducir a los hombres desprevenidos y luego desvanecerse en el viento para nunca volver a ser vista. Otra versión dice que los llevaba a la muerte justo cuando se daba la vuelta y revelaba su cara en forma de caballo.
Rhiannon también es el nombre de una canción de Fleetwood Mac, escrita por Stevie Nicks, la cual fue lanzada como sencillo en 1976 y que aparece originalmente en el álbum homónimo de la banda de 1975. 